# Лејн Гарисон
Лејн Едвард Гарисон (енгл. Lane Edward Garrison; Далас, 23. мај 1980) амерички је глумац. Најпознатији је по улози клептомана односно веома стручног џепароша у америчкој ТВ серији Бекство из затвора.